# Ocnaea smithi
Ocnaea smithi är en tvåvingeart som beskrevs av Jenks 1938. Ocnaea smithi ingår i släktet Ocnaea och familjen kulflugor. Inga underarter finns listade i Catalogue of Life.